# كريستال ميز
كريستال ماز (بالإنجليزية: The Crystal Maze)‏ هو برنامج مسابقات بريطاني عرض لأول مره على القناة الرابعة البريطانية في الفترة ما بين 15 فبراير 1990 و10 أغسطس 1995.وعرض في الوطن العربي على القناة السعودية الثانية التي تبث باللغة الإنجليزية

## طريقة اللعب
يضم في كل حلقة عدد من المشتركين يقومون بالدخول إلى غرف منوعة بهدف الحصول على الجوهرة في دقيقتين أو الخروج بسرعة إن لم يستطع اللاعب الحصول على الجوهرة، أما إن تاخر اللاعب على الحصول على الجوهرة في الوقت المسموح يتم حبسه داخل الغرفة ولا يخرج الا نهاية البرنامج أو يتم دفع جوهرة من المكتسبة سابقاً لإخراجه، وفي اخر اللعبة يتم جمع الجواهر واعطاء وقت للمتسابقين بجمع النقود داخل الجوهرة الكبيرة بحيث يتم احتساب خمس ثواني لكل جوهرة مكتسبة فأن كسبوا مثلاً خمس جواهر يتم اعطائهم 25 ثانية لجمع النقود .

## روابط خارجية
- كريستال ميز على موقع IMDb (الإنجليزية)
- كريستال ميز على موقع قاعدة بيانات الفيلم (الإنجليزية)